# 陈晶莹
陈晶莹（1960年—），福建漳州人，汉族，中华人民共和国政治人物、第十二届全国人民代表大会上海地区代表。
毕业于上海海运学院国际经济法专业，加入中国农工民主党。先後任华东政法大学副校长、中国农工民主党上海市委副主委、上海市政府參事。2013年，被选为全国人大代表。2018年2月24日，当选为第十三届全国人大代表。